# Bagan

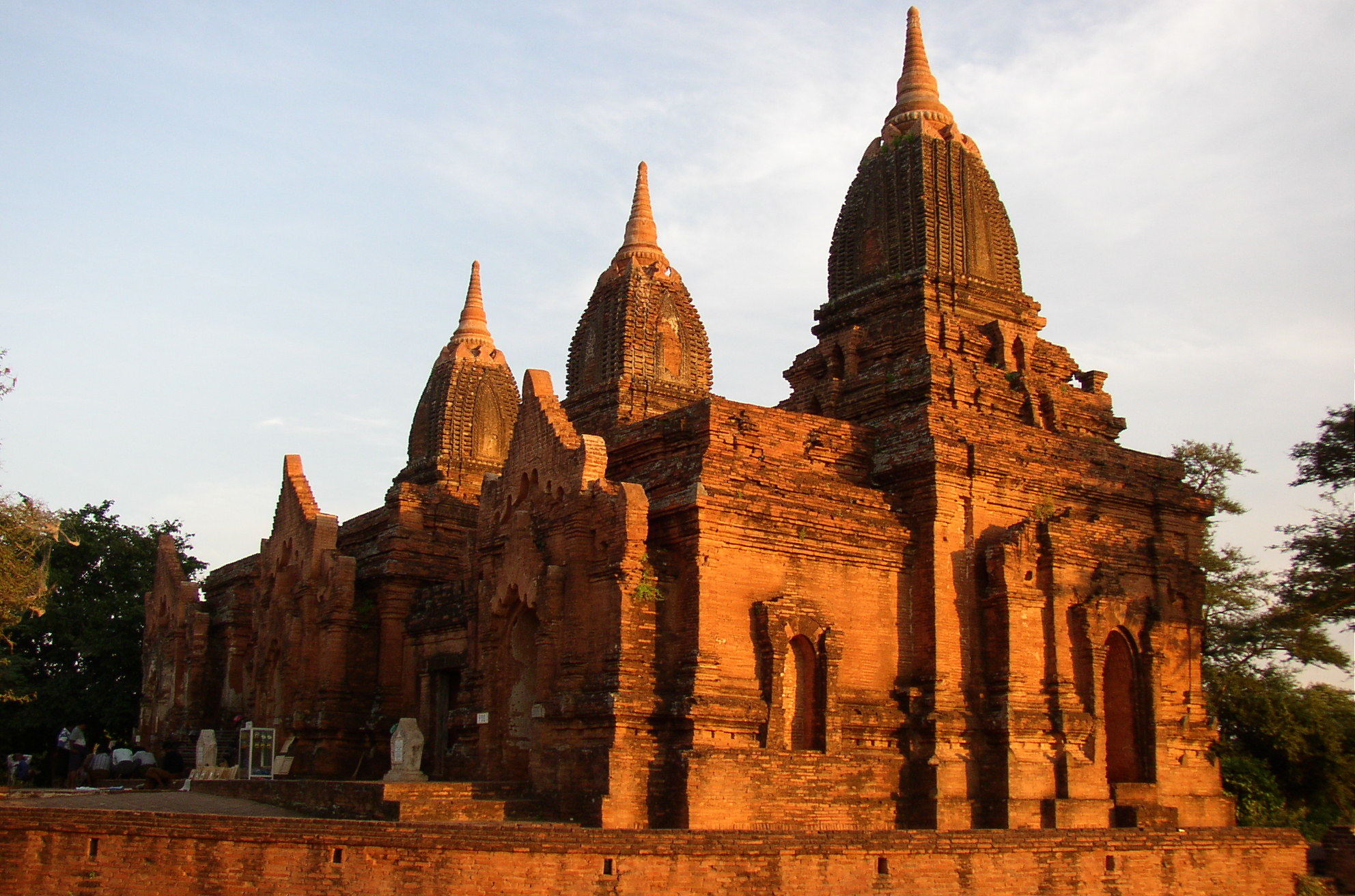
Đền Payathonzu xây theo phong cách dân tộc Môn

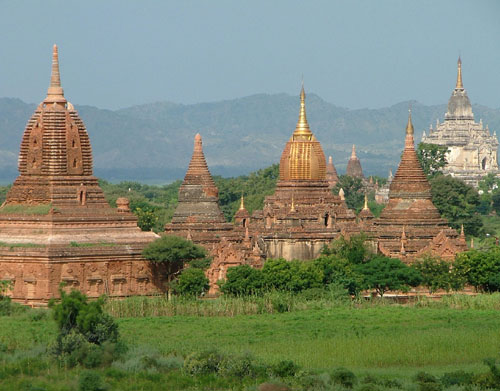
Đền chùa ở Pagan

Bagan (tiếng Myanmar: ပုဂံမြို့; MLCT: pu. gam mrui.) là một thành phố cổ, nay là một khu vực khảo cổ thuộc vùng Mandalay, Myanmar.
Bagan có tên cũ là Pagan, từng là kinh đô của vương quốc Pagan tồn tại từ thế kỷ 9 đến thế kỷ 13 ở miền trung Myanmar ngày nay
Thành phố Bagan hiện nay nằm ở vùng đất khô, trung tâm Myanmar, nằm ở bờ phía đông sông Ayeyarwady, cách Mandalay 145 km về phía Tây Nam, thuộc Vùng Mandalay. Nó có diện tích khoảng 25 dặm vuông với hàng trăm đền chùa, tự viện. Những đền chùa này được xây dựng trong khoảng từ giữa thế kỷ 11 đến cuối thế kỷ 13, trong thời kỳ chuyển tiếp từ Phật giáo Đại thừa sang Phật giáo Theravada. Những đền chùa được xây dựng trong thời đại hoàng kim này đánh dấu sự khởi đầu của những truyền thống Phật giáo mới ở Myanmar.

## Lịch sử
Vương triều Pagan có thời kỳ hoàng kim từ năm 1057 với cuộc thôn tính vương quốc Thaton của vua Anawrahta và chấm dứt vào năm 1287 khi Kublai Khan và đoàn quân tràn qua vùng này. Anawrahta đã mang về Bagan nhiều thánh tích và kinh văn Phật giáo từ Thaton cùng với nhiều nghệ sĩ, kiến trúc sư. Ông và những vị vua kế vị đã cho xây dựng đền chùa, bảo tháp...kéo dài gần 200 năm. Những cung điện và kiến trúc hoàng gia khác cũng được xây dựng, tuy nhiên, do làm bằng gỗ nên chúng đã bị hủy hoại cùng thời gian.
Xem thêm Triều Pagan.

## Kiến trúc
Đền Ananda là một trong những ngôi đền rộng lớn nhất và được bảo quản tốt nhất ở đây. Nó được xây dựng vào năm 1105, biểu thị trí tuệ vô thượng vô biên của Phật. Ngôi đền được làm bằng đá, có kiến trúc theo hình thập tự, ở trung tâm là khối lập phương và trên mỗi phía là tượng Phật đứng. Khối kiến trúc vươn lên với tận cùng là các đỉnh nhọn, vuốt thon búp măng, gọi là shikhara. Mặt tường phía ngoài có các bức tranh ghép bằng gạch men bóng pha màu, minh họa những cảnh trong cuốn Bản sinh kinh.
Đền Thatbinnyu được xây dựng vào giữa thế kỷ 12 là ngôi đền cao nhất ở Bagan và có thể được nhìn thấy tại mọi điểm ở vùng này.
Ở Bagan còn có những ngôi chùa bằng gạch và sau đó được phủ vàng.
Ngày 6 tháng 7 năm 2019, UNESCO đã chính thức đưa Bagan vào danh sách Di sản thế giới.